# Laccosperma acutiflorum
Laccosperma acutiflorum là loài thực vật có hoa thuộc họ Arecaceae. Loài này được (Becc.) J.Dransf. mô tả khoa học đầu tiên năm 1982.